# Berlin Hamburger Bahnhof
Hamburger Bahnhof (Hamburské nádraží) je koncové nádraží v Berlíně; do provozu bylo uvedeno v letech 1846–1847, později zde byl provoz zrušen.
Nádraží, které koncipoval v neoklasicistickém stylu Friedrich Neuhaus a Ferdinand Wilhelm Holz, patří k nejstarším nádražím v Německu. Spojovalo Berlín s Hamburkem. V letech 1911 až 1916 byla přistavěna dvě křídla.
Osobní doprava byla pozastavena již roku 1884, po 37 letech provozu (vzhledem ke konkurenci v blízkosti se nacházejícího Lehrtského nádraží), ale až do 80. let 20. století bylo nádraží v malém měřítku používáno pro nákladní dopravu.
Roku 1906 zde bylo otevřeno stavební a dopravní muzeum (předchůdce dnešního technického muzea). Po druhé světové válce nebylo nádraží přístupné, až v letech 1984–1987 došlo k obsáhlé obnově a přestavbě. V listopadu 1996 zde bylo otevřeno dnes úspěšné Muzeum pro současné umění (k jeho stálým exponátům patří např. díla Josepha Beuyse).